# JWH-018
El JWH-018 (1-pentil-3-(1-naftoil)indol, NA-PIMO o AM-678) es un analgésico de la familia de los naftoilindoles que actúa como agonista completo de los receptores cannabinoides CB1 y CB2, con cierta selectividad por CB2. Produce efectos en animales similares a los del tetrahidrocannabinol (THC), un cannabinoide presente de forma natural en el cannabis, lo que ha propiciado su uso como productos cannabinoides sintéticos que, en algunos países, se venden legalmente como "mezclas de incienso".
Como agonista completo de los receptores cannabinoides CB1 y CB2, este compuesto químico se clasifica como un medicamento analgésico. Los efectos analgésicos de los ligandos cannabinoides, mediados por los receptores CB1, están bien establecidos en el tratamiento del dolor neuropático, así como del dolor por cáncer y la artritis.
Estos compuestos funcionan imitando las hormonas endocannabinoides producidas naturalmente por el cuerpo, como el 2-AG y la anandamida (AEA), que son biológicamente activas y pueden exacerbar o inhibir la señalización nerviosa. Como la causa es poco conocida en los estados de dolor crónico, se debe realizar más investigación y desarrollo antes de que se pueda comprender el potencial terapéutico de esta clase de compuestos biológicos.